# Marquese Chriss
Ne doit pas être confondu avec Chris Marques, danseur et chorégraphe franco-portugais.
Pour les articles homonymes, voir Chriss.
Marquese De’Shawn Chriss, né le 2 juillet 1997 à Sacramento en Californie, est un joueur américain de basket-ball. Il évolue aux postes d'ailier fort et pivot.

## Biographie
Chriss grandit à Sacramento, en Californie et joue au baseball et au football américain. À la suite d'une fracture de la clavicule au football américain, sa mère lui interdit de pratiquer ce sport. Il choisit alors de jouer au basket-ball. Chriss est inscrit à Pleasant Grove High School à Elk Grove, en Californie. Il commence la saison comme remplaçant avant de finalement devenir titulaire. Un an plus tard, il mène l'école à un bilan de 28-6 et un titre de championnat d'État. Les universités offrent des bourses à Chriss et en janvier 2014, il s'engage à l'université de Washington.

### Carrière universitaire
En tant que senior en 2014-2015, Chris réalise des moyennes de 21,9 points, 11,6 rebonds et 3,1 contres par match. Scout l'a classé comme  N° 55 dans la nation pour la classe de 2015 et Rivals l'a classé comme le N° 56, tandis que ESPN et 247Sports.com l'ont classé au 60ème rang.
Le 24 mars 2016, il annonce sa candidature à la draft 2016 de la NBA. 

### Carrière professionnelle

#### Suns de Phoenix (2016-2018)
Chriss est sélectionné en 8e position par les Kings de Sacramento et est transféré le soir-même à Phoenix contre les droits de Bogdan Bogdanović, et les droits du 13e et 28e choix de draft, Georgios Papagiannis et Skal Labissière. Le 7 juillet, il signe son contrat rookie avec les Suns et participe à la NBA Summer League 2016. Chriss joue trois matches avec les Suns durant la Summer League avant de tomber malade et de déclarer forfait pour le reste du tournoi.
Le 26 octobre 2016, Chriss fait ses débuts avec les Suns lors du match d'ouverture de la saison contre l'équipe qui l'a drafté à l'origine, les Kings de Sacramento ; en 22 minutes en tant que remplaçant, il termine avec sept points, quatre rebonds, deux passes décisives et un contre dans la défaite 113 à 94. Avec Chriss qui joue aux côtés de Devin Booker et du rookie Dragan Bender, les Suns deviennent la première équipe NBA à mettre sur le terrain trois jeunes joueurs dans un même match. Le 8 novembre, il est titularisé pour la première fois contre les Trail Blazers de Portland, terminant avec sept points, quatre rebonds et un contre en vingt minutes de jeu dans la défaite 124 à 121. Le 13 décembre 2016, il réalise son premier double-double en carrière compilant 14 points et 12 rebonds face aux Knicks de New York. Le 25 janvier, il est nommé dans l'équipe US pour le Rising Stars Challenge 2017. Cinq jours plus tard, Chriss réalise son premier match avec au moins 20 points lors de la défaite 115 à 96 chez les Grizzlies de Memphis. Le 2 février 2017, il est nommé rookie du mois de janvier de la conférence ouest en ayant des moyennes de 8,3 points, 3,6 rebonds et 1,4 interception sur le mois. Deux jours plus tard, il bat son record de points en carrière avec 27 unités lors de la défaite 137 à 112 chez les Bucks de Milwaukee. Le 5 mars 2017, il bat son record de contres en carrière avec cinq tirs adverses repoussés lors de la victoire 10 à 106 contre les Celtics de Boston. Ses cinq contres représentent le plus grand nombre de contres par un rookie des Suns depuis Amar'e Stoudemire et ses six contres en novembre 2002. Le 15 mars 2017, réitère cette performance lors de la défaite 107 à 101 chez les Kings de Sacramento. Le 1er avril 2017, il marque 19 points et prend 13 rebonds, son record en carrière lors de la défaite 130 à 117 chez les Trail Blazers de Portland. En tant que rookie, Chriss participe aux 82 matches de la saison, il est le seul joueur de son équipe dans ce cas en 2016-2017. À la fin de la saison, il est nommé dans le second meilleur cinq des rookies de la saison, devenant le 14e joueur dans l'histoire des Suns à être nommé dans une All-Rookie Team.
En juillet 2017, il participe à la NBA Summer League 2017 avec les Suns. En cinq matches, Chriss a des moyennes de 14,4 points, 6,0 rebonds, 1,0 passe décisive et 1,0 contre par match.

#### Rockets de Houston (2018-2019)
Le 30 août 2018, il est envoyé aux Rockets de Houston avec Brandon Knight, en échange de Ryan Anderson et De'Anthony Melton. Le 1er novembre 2018, les Rockets n'activent pas leur option d'équipe sur le contrat de Chriss qui sera libre à la fin de la saison 2018-2019. Le 28 janvier 2019, il demande à avoir du temps de jeu ou à être transféré.

#### Cavaliers de Cleveland (février - avril 2019)
Le 6 février 2019, il est envoyé aux Cavaliers de Cleveland.

#### Golden State Warriors (2019-2021)
Il rejoint en septembre 2019 les Warriors de Golden State. Le 7 janvier 2020, il est coupé. Le 14 janvier 2020, il resigne avec les Warriors de Golden State, cette fois-ci par le biais d'un contrat two-way. Le 7 février 2020, il est de nouveau signé en contrat normal.
En décembre 2020, lors du deuxième match de la saison, Chriss se fracture le péroné et devrait manquer l'intégralité de la saison.
Le 25 mars 2021, il est transféré aux Spurs de San Antonio. Le 28 mars 2021, il est coupé pour libérer une place dans l'effectif à Gorgui Dieng.

#### Mavericks de Dallas (2021-2022)
Le 20 décembre 2021, il signe 10 jours en faveur des Mavericks de Dallas. Il signe un deuxième, puis un troisième contrat de 10 jours. Mi-janvier 2022, Chriss obtient un contrat de deux ans avec les Mavs qui licencient Willie Cauley-Stein pour faire de la place dans l'effectif.
En juin 2022, Marquese Chriss est envoyé vers les Rockets de Houston avec Boban Marjanović, Trey Burke, Sterling Brown et le 26e choix de la draft 2022 contre Christian Wood.
Fin septembre 2022, il est à nouveau transféré, vers le Thunder d'Oklahoma City en compagnie de David Nwaba, Trey Burke et Sterling Brown contre Théo Maledon, Derrick Favors, Ty Jerome, Maurice Harkless et un second tour de draft 2025.
Il est coupé le 17 octobre 2022.

## Statistiques

### Universitaires
Les statistiques en matchs universitaires de Marquese Chriss sont les suivantes :
| Saison    | Équipe     | Matchs | Titul. | Min./m | % Tir | % 3pts | % LF | Rbds/m. | Pass/m. | Int/m. | Ctr/m. | Pts/m. |
| --------- | ---------- | ------ | ------ | ------ | ----- | ------ | ---- | ------- | ------- | ------ | ------ | ------ |
| 2015-2016 | Washington | 34     | 34     | 24,9   | 53,1  | 35,0   | 68,5 | 5,38    | 0,76    | 0,94   | 1,62   | 13,82  |
| Total     |            | 34     | 34     | 24,9   | 53,1  | 35,0   | 68,5 | 5,38    | 0,76    | 0,94   | 1,62   | 13,82  |

### Professionnels

#### Saison régulière
| Saison    | Équipe       | Matchs | Titul. | Min./m | % Tir | % 3pts | % LF | Rbds/m. | Pass/m. | Int/m. | Ctr/m. | Pts/m. |
| --------- | ------------ | ------ | ------ | ------ | ----- | ------ | ---- | ------- | ------- | ------ | ------ | ------ |
| 2016-2017 | Phoenix      | 82     | 75     | 21,3   | 44,9  | 32,1   | 62,4 | 4,24    | 0,73    | 0,82   | 0,85   | 9,18   |
| 2017-2018 | Phoenix      | 72     | 49     | 21,2   | 42,3  | 29,5   | 60,8 | 5,49    | 1,15    | 0,71   | 0,97   | 7,72   |
| 2018–2019 | Houston      | 16     | 0      | 6,5    | 32,4  | 6,7    | 85,7 | 1,75    | 0,38    | 0,12   | 0,25   | 1,81   |
| 2018–2019 | Cleveland    | 27     | 2      | 14,6   | 38,4  | 26,3   | 68,4 | 4,22    | 0,59    | 0,56   | 0,26   | 5,67   |
| 2019-2020 | Golden State | 59     | 21     | 20,3   | 54,5  | 20,5   | 76,9 | 6,19    | 1,93    | 0,66   | 1,05   | 9,29   |
| 2020-2021 | Golden State | 2      | 0      | 13,4   | 35,7  | 20,0   | 50,0 | 6,50    | 1,00    | 0,00   | 1,00   | 6,50   |
| 2021-2022 | Dallas       | 34     | 0      | 10,2   | 46,3  | 32,0   | 66,7 | 3,00    | 0,50    | 0,40   | 0,40   | 4,50   |
| Total     |              | 292    | 147    | 18,3   | 45,6  | 29,0   | 66,7 | 4,70    | 1,00    | 0,60   | 0,80   | 7,60   |

Mise à jour le 16 juin 2022

#### Playoffs
| Saison | Équipe | Matchs | Titul. | Min./m | % Tir | % 3pts | % LF | Rbds/m. | Pass/m. | Int/m. | Ctr/m. | Pts/m. |
| ------ | ------ | ------ | ------ | ------ | ----- | ------ | ---- | ------- | ------- | ------ | ------ | ------ |
| 2022   | Dallas | 8      | 0      | 3,8    | 50,0  | 50,0   | 83,3 | 1,10    | 0,00    | 0,00   | 0,00   | 1,80   |
| Total  |        | 8      | 0      | 3,8    | 50,0  | 50,0   | 83,3 | 1,10    | 0,00    | 0,00   | 0,00   | 1,80   |

Mise à jour le 16 juin 2022

## Records sur une rencontre en NBA
Les records personnels de Marquese Chriss en NBA sont les suivants, :
| Type de statistique        | Saison régulière | Saison régulière      | Saison régulière | Playoffs | Playoffs                   | Playoffs    |
| Type de statistique        | Record           | Adversaire            | Date             | Record   | Adversaire                 | Date        |
| -------------------------- | ---------------- | --------------------- | ---------------- | -------- | -------------------------- | ----------- |
| Points                     | 27               | Bucks de Milwaukee    | 4 février 2017   | 5        | @ Suns de Phoenix          | 4 mai 2022  |
| Paniers marqués            | 12               | Lakers de Los Angeles | 8 février 2020   | 1        | 4 fois                     | 4 fois      |
| Paniers tentés             | 19               | @ Kings de Sacramento | 11 avril 2017    | 3        | @ Suns de Phoenix          | 15 mai 2022 |
| Paniers à 3 points réussis | 4                | @ Hawks d'Atlanta     | 4 mars 2018      | 1        | @ Suns de Phoenix          | 15 mai 2022 |
| Paniers à 3 points tentés  | 9                | @ Nuggets de Denver   | 3 janvier 2018   | 2        | @ Suns de Phoenix          | 15 mai 2022 |
| Lancers francs réussis     | 8                | 3 fois                | 3 fois           | 3        | @ Suns de Phoenix          | 4 mai 2022  |
| Lancers francs tentés      | 10               | 2 fois                | 2 fois           | 4        | @ Suns de Phoenix          | 4 mai 2022  |
| Rebonds offensifs          | 6                | Knicks de New York    | 11 décembre 2019 | 2        | @ Suns de Phoenix          | 4 mai 2022  |
| Rebonds défensifs          | 13               | Kings de Sacramento   | 3 avril 2018     | 1        | 5 fois                     | 5 fois      |
| Rebonds totaux             | 13               | 6 fois                | 6 fois           | 2        | 3 fois                     | 3 fois      |
| Passes décisives           | 8                | 76ers de Philadelphie | 7 mars 2020      | -        | -                          | -           |
| Interceptions              | 5                | @ Nuggets de Denver   | 3 janvier 2018   | -        | -                          | -           |
| Contres                    | 5                | 3 fois                | 3 fois           | -        | -                          | -           |
| Balles perdues             | 6                | 2 fois                | 2 fois           | 1        | @ Warriors de Golden State | 26 mai 2022 |
| Minutes jouées             | 40               | @ Kings de Sacramento | 11 avril 2017    | 7        | @ Suns de Phoenix          | 15 mai 2022 |

- Double-double : 18
- Triple-double : 0

Dernière mise à jour : 2 août 2022

## Marketing
En juin 2016, il s'engage avec Nike.